# Por amor (telenovela mexicana)
Por amor é uma telenovela mexicana, produzida pela Televisa e exibida em 1981 pelo El Canal de las Estrellas.

## Elenco
- María Sorté - Belén
- Manuel Ojeda - Ernesto
- Adriana Roel - Mercedes
- Carlos Cámara - Rosendo
- Chela Nájera - Josefina
- Silvia Caos - Aurelia